# Franziska Wiese
Pour les articles homonymes, voir Wiese.
Franziska Wiese (née en 1986 à Spremberg) est une chanteuse et violoniste allemande.

## Biographie
Après l'abitur, elle suit une formation professionnelle d'assistante administrative à la municipalité de Spremberg et en devient employée.
Parallèlement à son éducation scolaire, elle reçoit des cours de violon pendant dix ans au conservatoire de Cottbus et fait partie de la chorale des enfants et des jeunes. André Stade la prend comme chanteuse de studio puis lui propose de participer à son album Im Leben ainsi que le single Das Beste am Leben de Roland Kaiser en tant que compositrice et auteure. De 2010 à 2015, elle se présente sous le pseudonyme de Frencis. Pour sa découverte, Stade reçoit en 2013 avec le smago! Award dans la catégorie « Découvreur de l'année ».
Le 13 octobre 2013, Wiese se produit sous le nom de Frencis dans le Schlager Starparade de MDR Sachsen-Anhalt à la GETEC Arena de Magdebourg.
Elle prend comme manageur Veronika Jarzombek qui la fait signer en 2015 chez Electrola.
Le 22 juillet 2016 sort son premier album Sinfonie der Träume, produit par André Stade qui prend la 47e place des ventes allemandes. Le single qui le précède Ich bin frei est présenté le 25 avril 2016 dans le Top 15 de NDR 1 Niedersachsen.
Florian Silbereisen présente Wiese le 16 avril 2016 comme nouvelle venue dans son émission Großen Schlagerfest sur ARD. Suivent d'autres apparitions à la télévision, comme le 26 juin 2016 ZDF-Fernsehgarten, le 9 juillet Die Schlager des Sommers sur MDR et le 24 juillet Immer wieder sonntags.

## Discographie
Albums
- 2016 : Sinfonie der Träume (Electrola, Universal Music)[1]

Singles
- 2016 : Ich bin frei (Electrola, Universal Music)
- 2016 : Mirama (Electrola, Universal Music)

## Source de la traduction
- (de) Cet article est partiellement ou en totalité issu de l’article de Wikipédia en allemand intitulé « Franziska Wiese » (voir la liste des auteurs).

1. ↑  Produktdetail: Franziska Wiese, Sinfonie der Träume